# مشاري المعين
مشاري خالد المعين (مواليد 14 مايو 2003) هو لاعب كرة قدم سعودي يلعب حالياً في نادي الجندل .